# Báquides (general)

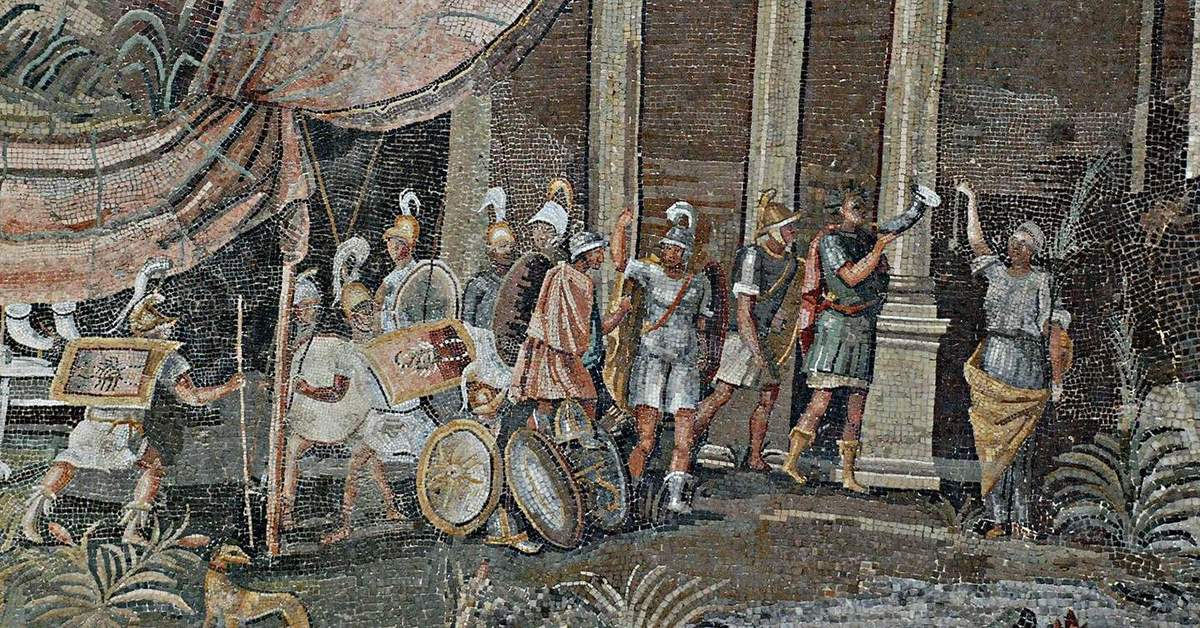
Soldados helenísticos en el mosaico del Nilo de Palestrina, siglo I a. C.

Báquides (griego: Βακχίδης) fue un general griego helenístico, amigo del rey greco-sirio Demetrio y "gobernante del país más allá del río (Éufrates)". Fue enviado por Demetrio en 161 a. C. a Judea con un gran ejército con la orden de imponer al cobarde Alcimo en el cargo de sumo sacerdote (I Mac. vii. 8, 9). Los pacíficos asideos buscaban crédulamente su amistad; pero, al contrario de su juramento y pacto, mató cruelmente a sesenta de ellos (íb. vii. 16). Dirigiéndose a Jerusalén, provocó una masacre en Bezeth (Bethzecha), y después de entregar el país a Alcimo, regresó con su rey (íb. vii. 19, 20).
Demetrio envió a Báquides de nuevo a Judea. Un ejército griego, al mando del general Nicanor, había sido derrotado por Judas Macabeo (íb. vii. 26-50) en la batalla de Adasa, y Nicanor había sido asesinado. Báquides fue enviado junto con Alcimo y un ejército de 20.000 soldados de infantería y 2.000 de caballería, y se enfrentó a Judas en la batalla de Elasa (Laisa). Judas fue asesinado y su ejército vencido.
Báquides estableció entonces a los helenistas como gobernantes de la región, y persiguió a los patriotas (íb. ix. 25-27), que bajo Jonatán, hermano de Judas, huyeron cruzando el río Jordán. Báquides los atacó en sabbat, derrotándolos y causándoles 1000 bajas (íb. ix. 43-49). Regresó a Jerusalén, y para someter a los judíos, fortificó no sólo Acra, sino también Jericó, Emaús, Bet Horón, Bet El, Tamnata (Timnata), Faratón, Tefón, Bet Zur y Gazara (íb. ix. 50-52). Poco después Alcimo murió, y Báquides, habiendo atacado infructuosamente a Jonatán, regresó con su rey. A instancias de los helenistas, fue movilizado por tercera vez contra los judíos. Sólo después de haber sido derrotado en varias ocasiones por Simón, hermano de Judas y Jonatán, firmó un tratado de paz forzado con Jonatán, y volvió a sus propias tierras (íb. ix. 58-73; Josefo, Anti. xii. 10, § 13; xiii. 1).
La representación de Báquides por Josefo (La guerra de los judíos i. 1, § § 2, 3) como bárbaro por naturaleza, y la afirmación de que fue asesinado por Matatías, son erróneas. En la traducción siríaca del Libro I de los Macabeos, Báquides, a través de un error en la transcripción, es llamado "Bicrio" en lugar de "Bacdio", y en la versión judía de la historia de Jánuca (Meguilat Antíoco) es llamado Bagris o Bogores (véase la edición de Moses Gaster de la Meguilat). Formas corruptas, según Bacher.